# Chippewa (Wisconsin)
Chippewa è un comune degli Stati Uniti, situato in Wisconsin, nella Contea di Ashland.